# Conus aphrodite
Conus aphrodite é uma espécie de gastrópode do gênero Conus, pertencente à família Conidae. Assim como todas as espécies do gênero Conus, esses caramujos são predadores e venenosos. São capazes de ferir humanos com seus ferrões, assim espécimes vivos devem ser manuseados cuidadosamente ou não manuseados.